# 橘百貨店
株式会社橘百貨店（たちばなひゃっかてん）は、宮崎県宮崎市に本社を置き、かつて百貨店を運営していた企業である。店名・会社名は本社・本店のある宮崎市内の橘通りに由来する。
宮崎県内で「橘百貨店」、宮崎市において「ボンベルタ橘」を運営していた。「ボンベルタ」は、かつて属していたイオングループが展開していた百貨店の店舗ブランドである。現在はドン・キホーテに買収され、パン・パシフィック・インターナショナル・ホールディングス（PPIH）グループに属する。
日本ショッピングセンター協会に加盟し、日本百貨店協会には加盟していないが1975年に倒産した旧法人時代は加盟していたと思われる。宮崎県内では、後述する宮崎山形屋のみが日本百貨店協会に加盟。ボンベルタ橘の東館7階には、かつて宮崎交通が本社を置いていた。

## 概要
橘百貨店をはじめとする橘グループは、有力な地元資本の共同により設立され、のちに後藤家による同族経営、とりわけ後藤良則初代社長のワンマン経営となった、百貨店を核とする企業である。1952年に会社を設立し、同年10月21日に橘百貨店本店が開店した。
本店の建物は、当初は橘通りに面する地上4階建てであったが、1956年10月に地上5階建て・地下1階建て、1961年は地上6階建て・塔屋1階にそれぞれ増築し、増築部分の地下に食料品売場も設置された。さらに1967年には裏通りを隔てた場所にも店舗が建設され、既存館と連結された。
橘百貨店グループは、全盛期には映画館「橘会館」、スーパーマーケット「橘ストアー」（後述）、ホテル、各種レジャー施設などを経営し、当時の宮崎県において宮崎交通、宮崎銀行と並ぶ宮崎三大資本に数えられた。宮崎市民には、夜9時に流される「家路（新世界より）」のサイレンによって親しまれていた。
宮崎資本の百貨店であったものの主力銀行は福岡相互銀行（西日本シティ銀行の前身）・安田信託銀行（みずほ信託銀行の前身）・三井信託銀行（中央三井信託銀行を経て三井住友信託銀行）の3行であり、橘百貨店の建設を提唱した宮崎銀行は経営方針の相違などを理由に1964年頃に主力銀行から離脱し、1973年には完全に手を引いていた。
しかし1975年の橘百貨店（初代法人）の倒産により、グループの力は急速に衰退した。橘百貨店グループが宮崎市中心部に所有していた不動産は、橘会館が宮崎放送（建て替えを経て1984年に「MRTセンター」として移転、MRT miccなど）、ホテルが宮崎セントラル会館（2005年にイオンモール宮崎に「宮崎セントラルシネマ」として移転。現・セントラルシネマ宮崎）など、様々な企業に受け継がれた。

### 倒産の契機
宮崎市には1972年以降、イズミヤ（1972年10月開店・2020年2月閉店、レマンショッピングセンター）、寿屋（1973年開店、2002年の一時閉鎖を経て現・カリーノ宮崎）、ユニード（1974年4月開店・アピロスに改称後に閉店、現・アゲインビル）、ダイエーの宮崎ショッパーズプラザ（宮交シティの核テナント。1973年開店、現・イオン南宮崎店）と県外資本の大型店が相次いで開業し、全国的にも有数の商業激戦区となった。

そのため、橘百貨店は1973年10月10日に都城市の都城駅前に新規出店して拡大路線へ舵を切った。しかし当時の都城市は「全国一の大型店激戦地区」であり、NHKに取り上げられた程のオーバーストア状態だった。
さらに、都城駅前の土地区画整理事業も完成前であったため人通りはまばらでありかつ十分な駐車場を確保しなかったこと、そして、都城大丸、ナカムラデパート、寿屋都城店、ダイエー都城店との店舗規模拡大を伴う過度な競争に敗れ、年間売り上げ35億円を目標としていた売り上げは14億8300万円（1974年度、1974年2月 - 1975年1月）にとどまり、わずか1年4か月後の1975年2月28日には撤退へと追い込まれた。橘百貨店都城店の土地と建物は1975年5月29日に旭化成サービス（本社：延岡市、本店はイオン延岡ショッピングセンターの前身）が12億1800万円で買収し、1975年10月17日に「旭化成サービス都城店」として開店。都城市ではその後約20年間にわたりこの5店舗が競い合う状況が続いた。
主戦場となる宮崎市でも、橘通りにある百貨店の宮崎山形屋が同時期に高級路線へと転換し増収に成功したのとは対照的に、橘百貨店のフロアや接客態度は旧態依然としたままで売り上げは低迷し、ある大手スーパー幹部からは進出計画策定時に橘百貨店を「"敵"に勘定しなかった」と言われる状況であった。
拡大路線後の1973年には第1次オイルショックが発生して景気が後退した。翌1974年9月には従業員の給与の一部を商品券としたことに対し、労働基準法違反として労働基準監督署から厳重勧告を受け、社会的信用も失いつつあった。倒産直前に大手資本のニチイ（2011年イオンリテールへ吸収合併）と全面提携に踏み切ったものの、遅きに失した状態であった。
そして1975年に手形詐欺に遭ったことがとどめを刺し、橘百貨店は倒産した。この事件は資金繰りに窮した橘百貨店に、全国的に暗躍していた手形パクリ屋の一味が元代議士の手引きにより食い込み、1975年4月15日から同月24日までの間、橘百貨店から手形割引斡旋と称して、橘百貨店引き受け為替手形47通（額面3億3500万円）などを詐取したものである。それ以外にも同年12月末までに、被害総額7億9604万円を超える詐欺・横領・恐喝などの事件が「橘百貨店被害手形詐欺事件等捜査本部」により検挙された。この事件の犯行地域は12都府県、被疑者は17人、うち9人が逮捕に及ぶ大規模なもので、宮崎県内でも県民に親しまれた地元資本百貨店の倒産を招いたことで大きな反響を呼んだ。

### ボンベルタ橘としてリニューアル
橘百貨店は1976年にジャスコ（現在のイオン株式会社）が支援に乗り出し、橘ジャスコ株式会社を設立。橘百貨店本店は1977年1月にいったん閉店し、同年4月27日に量販店業態の「橘ジャスコ」として再オープンした。
1982年には会社更生計画を終結し、橘ジャスコ株式会社と合併した。存続会社は橘ジャスコであるが、商号は（2代目）株式会社橘百貨店とした。
1988年5月25日には本店を全面的に改築した（建て替えた）上で、イオングループの百貨店「ボンベルタ橘」としてオープンした。若者と中年以下の年齢層を主なターゲットとした品揃えで競合の宮崎山形屋と棲み分けを図ったが、そのため2005年のイオンモール宮崎開業による打撃は宮崎山形屋より大きかった。
1996年4月24日には、宮崎県延岡市に開業した延岡ニューシティショッピングセンター（旧・旭ジャスコ、現・イオン延岡ショッピングセンター）の準核店舗として「ボンベルタ延岡ニューシティー」を出店したが、わずか2年後の1998年8月20日に閉店している。
2006年の宮崎山形屋の新館オープンを前に、ボンベルタ橘では顧客層とするキャリアウーマン向けのブランドをさらに充実させるリニューアルを行い、宮崎山形屋やイオンとの差別化を図ったが苦戦し、その後は事実上、百貨店から専門店ビルへ業態転換した。またイオングループの中でも、百貨店という業態が今後も存続するのか非常に不透明な状況であった。
イオングループはイオンモール宮崎出店時に「ボンベルタ橘は存続させる」としていたが、結局2007年9月28日にイオンは百貨店事業を縮小することを決定。2007年11月1日付でクアトロエクゼキューションズ（本社：東京都中央区）がイオンの所有する全株式（600万株のうち99.97%）を取得したことにより、イオングループから離脱した。

### 経営危機～地元回帰「橘ホールディングス」の設立
この売却が元で新たな問題を引き起こすこととなった。
橘百貨店はイオングループである（子会社）ことを信用背景として各種取引先とのとの良好な取引関係をもっていた。特に金融機関との関係ではイオンのメインバンクであるみずほ銀行や政府系の農林中央金庫などはイオングループとしての与信取引であった。
しかし、イオンは橘百貨店の売却に関しては各金融機関へ事前調整を行っておらず、発表直前に通知したのみであったため、戸惑いを表した金融機関もあった。また、イオンおよび橘百貨店への不信感も募らせることとなり不安の大きい船出となった。
金融機関の不安の種は売却先が実績皆無である新興ファンドのクアトロエクゼキューションズであったことが大きな要因の一つであったと見られる。
そのような中でも地元地銀の中にはクアトロ社が公表した百貨店のリバイタル事業計画を支持する動きも見られ、地元新聞は期待感を込めたクアトロ社代表木村貴則氏のインタビューなども掲載し当時まだ事例の少なかった地方百貨店のM&Aはスムーズに進むものとみられていた。
その後、店舗ニューアルや不動産再編などを含む事業計画を宮崎銀行を中心となってファイナンス計画を進めていたが百貨店ビジネスの将来性やクアトロ社の実績や信用力不足によって協議が長引いていた。
その最中、クアトロ社代表でありファンドマネージャーであった木村貴則氏が銃刀法違反によって逮捕されるという事件が発生し、地元消費者などの関係者をはじめ取引先にも不安が広がった。特に金融機関においては反社会的勢力との関係性を疑われたため、リニューアルにむけた新規の資金調達などの取引に大きく支障をきたすこととなった。また、商品取引においても同様で取引停止なども相次ぎ、テナント撤退なども発生、また、イメージ商売である百貨店にとってのダメージは大きく売上高の大幅減少、イオングループ離脱から半年足らずで一気に経営不振へと陥った。
そのような中、ボンベルタ橘（橘百貨店）は中心市街地の核施設であり街のぎわいには不可欠な存在ではあるとして地元行政・財界では懸念の声があがっていた。
水面下で行政・財界と、元オーナーであるイオンも巻き込み方向性の検討が行われた。また当事者の橘百貨店内には引継ぎのため残留していたイオン関係者と地元の連携などの動きもあり橘百貨店の全株式をクアトロ社より買取って地元回帰させて再生を図ろうという方向で動き出した。
しかしながらこの時点で反社会的勢力との関係を疑われた橘百貨店に対しては金融機関や公的機関が表立って支援することが難しい状況であったため、数名の財界関係者と橘百貨店、イオングループ関係者とのごく少人数のチームで準備が進められた。
手法としては地元財界および個人で賛同する有志などで出資するSPCを設立し、そこで資金調達を実施して橘百貨店の株式を取得するというものであった。
ただ、この間にも売上高減少によって急速に資金繰りが悪化しており、反社会的勢力との繋がりの疑いがある企業への金融機関からの資金調達の望みもなかったため時間的猶予は少なく困難を極めた。また同時にクアトロ社との株式買い取り交渉も行う必要があり、ファンドとして損失を出したくない思惑と地元側としては信用不安を招いた経営責任を問い、安く買い取りたいという相反する思惑が交錯しこちらも困難を極めた。
しかしながら街の灯を消してはならないという関係者の熱意ある動きで約2ヶ月ほどで数億円の出資などを含む資金調達を取り付け2008年7月にSPC「株式会社橘ホールディングス」を設立、同月9日に橘百貨店の株式売買完了した。当初このスキームはMBOの色が濃く、設立と同時に社長に就任した向景三氏、取締役の西久保竜蔵氏などイオングループとしての社員であった地元出身者が経営主体となる前提で過半数を出資し、過半数未満を宮崎の有力企業である米良電機産業と坂下組などが出資した。
これらのいわゆる再生スキームはメインバンクか公的支援機関の下で実行されることがほとんどであるがこの時点でメインバンクを失っていた橘百貨店はそのような支援を受けることが出来なかった。その状況下でこのようなスキームを実行できたのはイオングループで財務など企業経営に関する知識を培ってきたこれら向氏や西久保氏のような地元出身者の存在が大きかった
こうして橘百貨店は地元資本である橘ホールディングスの完全子会社となり地元の百貨店として再出発をすることとなった。
その後は「県民百貨店」としてのリニューアル計画を進めていたが、リーマンショックによる不況や、宮崎県で猛威をふるい県内経済に大きな打撃を与えた口蹄疫の発生により、その時期がずれ込んでいた。
ようやくこれらの影響に目処が立ち、2011年春に5年ぶりとなるリニューアルが実施された。このリニューアルでは、100円ショップ大創産業の新業態「ダイソージャパン」、東急ハンズ（現・ハンズ）「トラックマーケット」が出店するなど、従来の百貨店業態に拘らない大胆な売場作りを行い注目を集めた。このリニューアルが宮崎市中心市街地全体の集客にも波及効果を及ぼしたため、同社の役割には期待が大きく、全国的に不振が続く地方百貨店の中でも健闘している部類に入るとみられていた。
2011年1月に県内資本であった都城大丸が経営破綻したことにより、橘百貨店は宮崎県内で唯一の地元資本の百貨店となった。

### 橘ホールディングスによる経営の多角化
2013年1月、橘ホールディングスは、大和証券SMBCプリンシパルインベストメンツから隣接するエアラインホテルの土地・建物を買収し、ホテル事業を傘下に加えた。その後、橘HDはM&Aを軸に経営の多角化を進行。不動産、百貨店、ホテル、レストラン、介護施設、割賦販売業など複数事業を展開し、これらを連携させることで百貨店事業の支援体制を築いていった。
百貨店の店舗構成にも大きな変化が見られた。2011年のリニューアル以降、従来の高級路線やアパレル中心のスタイルから脱却し、地域に根差した実用性重視の店舗づくりを展開。2014年頃からは上層階のオフィステナント化を開始し、7階に宮崎交通本社、8階にコワーキング施設「ATOMICA」が入居。保育園やフィットネスクラブも導入され、単なる商業施設から複合型地域拠点へと転換が進められた。
また、周辺商業施設や商店街との連携も緊密な関係性を構築し、郊外型のイオンモールなどに対し、商店街全体で面として対抗していこうとするリーダシップ的役割も担っていた。
2015年には地下食品フロアの全面テナント化を実施。地元スーパー「ハーティーながやま」が入居し、地元ニーズに応える形で食のサービスも強化された。これにより橘百貨店は地方におけるユニークな再生モデルへと変貌を遂げ、橘通りにおけるランドマーク的存在としての役割を保持することとなった。
長年に渡る施策により再生には一定の成果が認められたものの、百貨店という業態自体が斜陽産業であるという構造的な問題は依然として残存。多角化事業による支援にも限界が見えはじめ、経営陣は資本力のある大手企業への傘下入りを模索し始めた。
イオングループからの離脱後は買収型のM&Aを推進してきたが、2018年頃からは売却型スキームへと転換。複数の大手流通グループとの接触が重ねられ、再編に向けた動きが本格化した。
2019年5月、橘ホールディングスは橘百貨店の営業時間を24時間に拡大することを明らかにし、宮崎県に対し大規模小売店舗立地法に基づく届出を行った。住民への説明や大規模小売店舗立地審議会の審査を経た上で、2020年1月14日からの実施を目指すとの届出であったが、橘ホールディングスは「今（2019年12月）の時点で24時間営業のテナントが決まっているわけではない」とコメントしていた。

### 再生プロジェクトのイグジット

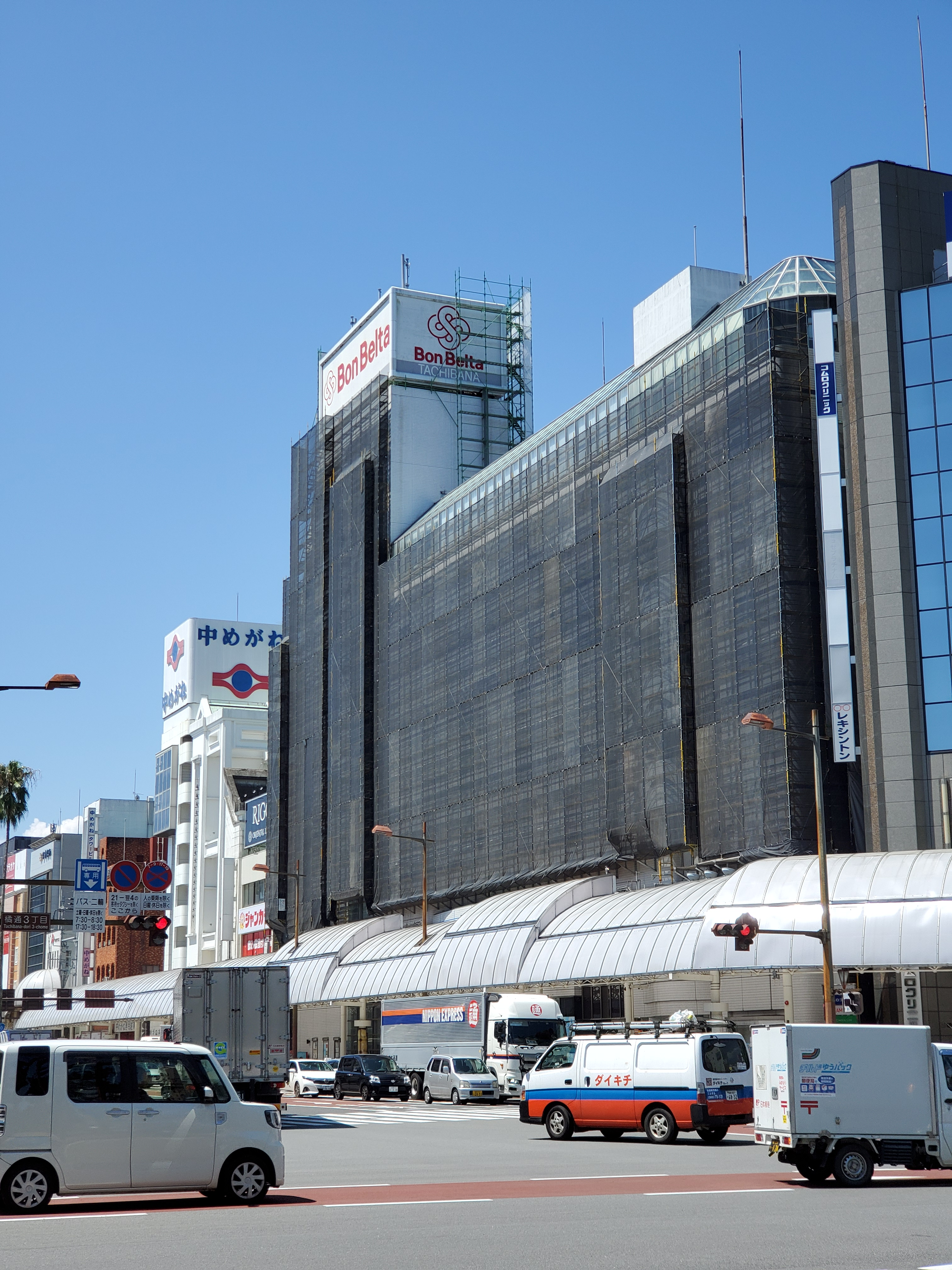
「ボンベルタ橘」の看板撤去直前の東館。2020年7月31日撮影。

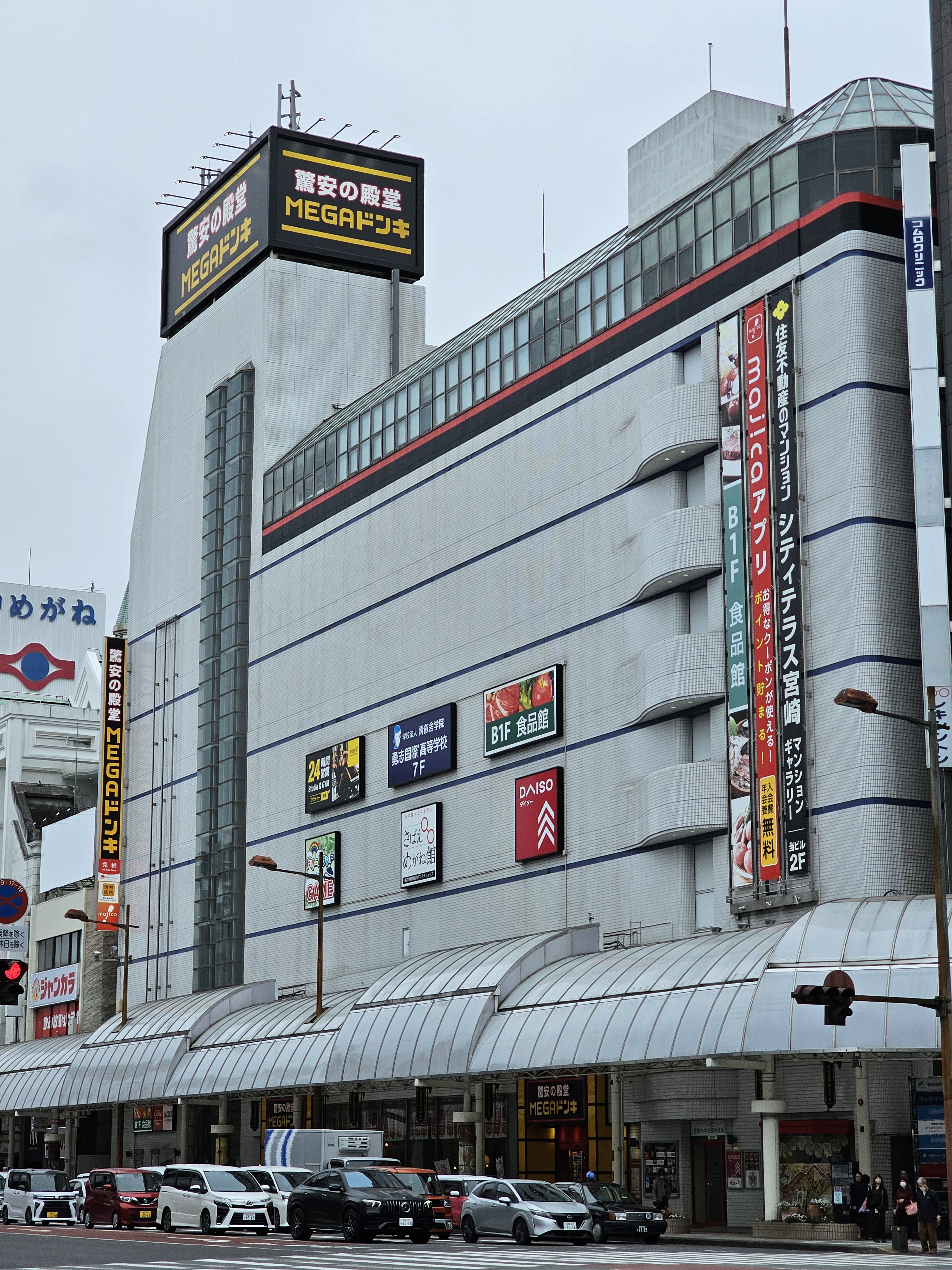
宮崎ナナイロ東館。2024年4月撮影。

2008年に始動した地元資本による百貨店の再生プロジェクトは、2020年1月に区切りを迎えた。創業期から関わった西久保竜蔵氏、2013年より参加した滝澤弘司氏らの再生チームは、2020年1月31日付で橘ホールディングスの全株式をパン・パシフィック・インターナショナルホールディングス傘下のドン・キホーテに売却、グループ企業の全ての経営権を譲渡し、同日付で橘グループ企業すべての取締役職を辞任。経営のバトンを託した。これにより、地元資本による百貨店経営は完全に姿を消した。

### ドン・キホーテによる経営へ
2020年2月3日、PPIH傘下のドン・キホーテが橘ホールディングスを同年2月1日付で買収し、グループ会社化したと発表した。
同年4月中旬以降はボンベルタ橘の営業を続けながら改修を行い、11月中旬頃にディスカウントストアのドン・キホーテを核店舗とする複合商業ビルとしてリニューアルオープンする予定と公表された。宮崎日日新聞など一部の報道機関では「同年3月末でボンベルタ橘を閉店する」と報じられていたが、その報道について当初PPIHと橘百貨店は否定していた。しかし「ボンベルタ」はイオン株式会社が管理する商標であるため、ドン・キホーテの買収により店舗名変更は避けられない状況となった。
その後、5月末には地下1階～地上3階部分は直営売場と大塚家具などの商業テナントが退去して閉鎖され、その他の階においても一部残る売場が順次退去が進んだため、百貨店としてのボンベルタ橘は閉店するとみられていた。さらに7月末には地元マスコミにより屋上看板の撤去と店舗名変更が報じられた。翌8月には一部営業していた百貨店の売場が閉鎖し屋上看板が撤去され、結果的にボンベルタ橘は閉店した。
同年8月には、ショッピングセンターの新名称が「宮崎ナナイロ」に決定し、11月中旬に「MEGAドン・キホーテ宮崎橘通店」を核店舗としてリニューアルオープンすることが発表された。ドン・キホーテの複合商業施設ブランド「ナナイロ」としては九州初出店、ドン・キホーテは宮崎県内で4店目となる。隣接するエアラインホテルもパン・パシフィック・インターナショナルホールディングスに買収されてグループ企業となる。パン・パシフィック・インターナショナルホールディングスに買収をされた事により客室の一部にドンペンのぬいぐるみを置いたりしたドンペン色の強いドンペンルームを設ける。

### 備考
ドン・キホーテは、2005年に地元ディスカウントストアのビッグバンが倒産するに当たり、商品の全在庫を買い取り、同店で売り尽くしセールを行ったことがある。それから4年後の2009年、宮崎市神宮東の国道10号線沿いにドン・キホーテ宮崎店を出店し、宮崎県に進出した。

## 沿革
- 1952年 - 宮崎県内の財界人で出資し（初代）株式会社橘百貨店を設立。当時は髙島屋と業務提携を結んでいた[42]。
- 1952年10月21日 - 橘百貨店本店が宮崎市にオープン[42]。
- 1973年10月10日 - 都城店（初代）がオープン[11]。
- 1974年
  - 9月下旬 - 9月期の給与の一部を商品券としたことにより、労働基準法第24条（賃金の支払）違反として労働基準監督署から厳重勧告を受ける[18]。
  - 10月2日 - 臨時役員会にて後藤良則社長の引退、および、後藤友幸（養子[注 8]）が代表権を持つ専務取締役に就任することが決定される（この時点で社長職は空白となる）[44]。
  - 11月7日 - 初代社長・後藤良則が死去[45]。この後、空白となっていた社長職に後藤友幸が就任[46]。
- 1975年
  - 2月28日 - 都城店閉店[14]。
  - この頃、手形詐欺に遭う。
  - 5月29日 - 旧都城店の土地・建物を旭化成サービスが買収[15]。
  - 6月26日 - 提携交渉先のニチイ（2011年にイオンリテールへ吸収合併）との間で覚書の交換を実施[47]。
  - 7月30日 - 橘百貨店とニチイとの提携交渉が決裂。主力銀行による救済融資も断られ、この時点で事実上倒産が決定する[48]。
  - 8月1日 - 宮崎地方裁判所に対して会社整理申立（倒産#法的倒産処理手続を参照）[49][50]。
  - 8月2日 - 宮崎地裁から財産の保全命令が出され倒産[51]。
  - 10月3日 - 宮崎地裁に対して会社更生法適用申請、翌4日に受理[52]。
- 1976年
  - 10月 - ジャスコ株式会社（現・イオン株式会社）が橘百貨店の支援に合意[53]。
  - 11月 - 橘ジャスコ株式会社を設立[54]。
- 1977年
  - 1月10日 - 橘百貨店としての営業を終了、従業員は1月15日付で一旦解雇し、橘ジャスコとしてのオープン1か月前に再雇用される[55]。
  - 4月27日 - 本店を量販店業態へ変更し「橘ジャスコ」として再オープン[22][53]。
- 1982年12月 - 会社更生計画終結。橘ジャスコ株式会社と合併[53][54]。
- 1988年5月25日 - 本店を全面改築し、都市型百貨店「ボンベルタ橘」として再オープン[23][53]。
- 1996年4月24日 - ボンベルタ延岡ニューシティーが、延岡ニューシティショッピングセンター（現・イオン延岡ショッピングセンター）の準核店舗としてオープン。
- 1998年8月20日 - ボンベルタ延岡ニューシティーが閉店。
- 2007年11月1日 - クアトロエクゼキューションズがイオンの所有する全株式を取得。これによりイオングループを離脱。
- 2008年
  - 7月1日 - 役員と坂下組・米良電機産業などにより、橘ホールディングスを設立。資本金は1,000万円[56]。
  - 7月9日 - 橘ホールディングスが、クアトロエクゼキューションズの所有する全株式を取得[30]。
- 2020年
  - 1月14日 - 大規模小売店舗立地法の届出上では、該当日から営業時間を24時間に拡大[32]。
  - 2月1日 - ドン・キホーテが橘ホールディングスを買収。経営陣も交代[35][36][34]。
  - 8月21日 - 株式会社橘百貨店が株式会社橘ホールディングスを吸収合併。
  - 11月13日 - ドン・キホーテを核店舗とする複合商業ビル「宮崎ナナイロ」[57]としてオープン[37][38][58]。

## 店舗

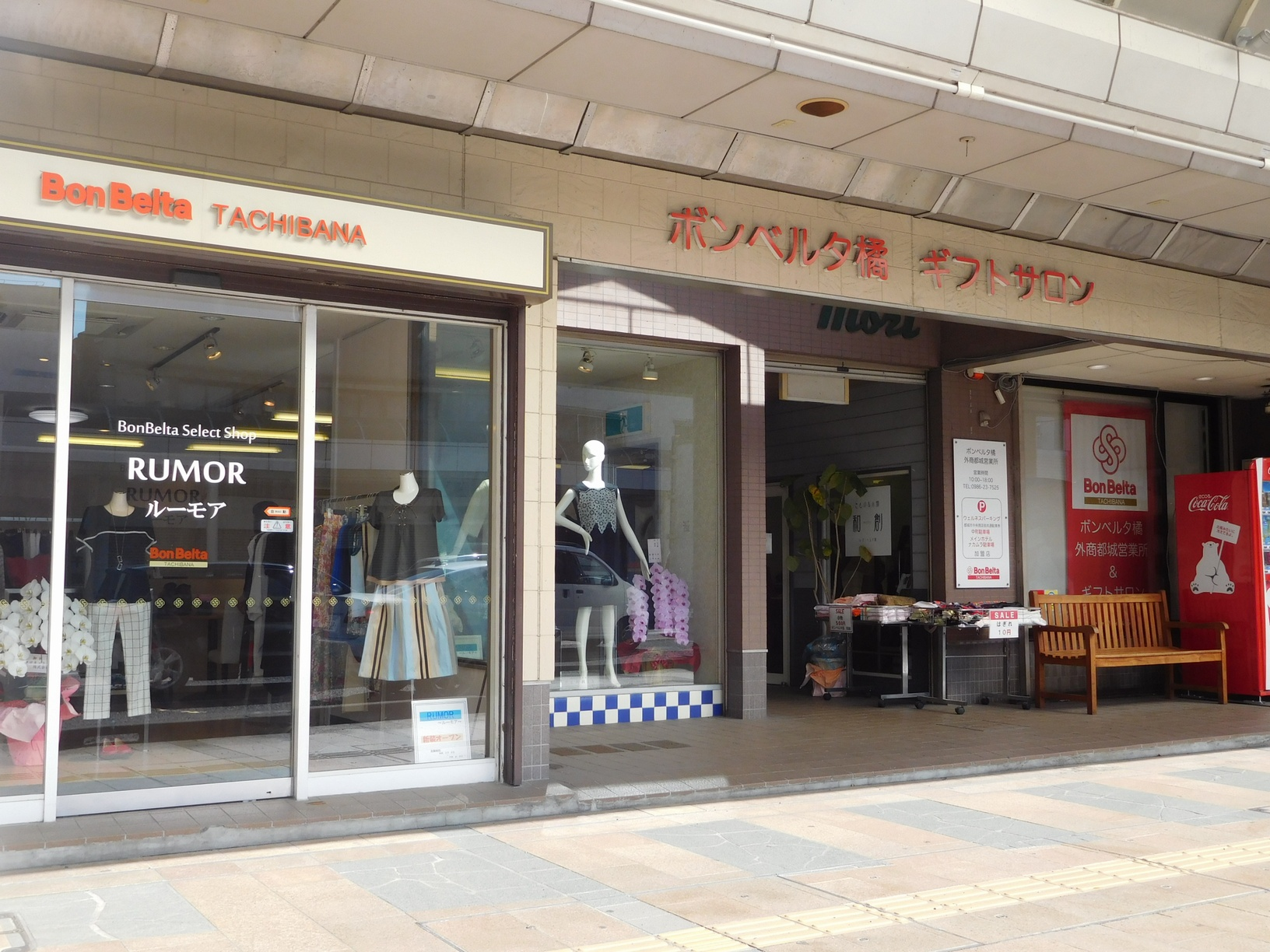
ギフトサロン（都城市、2016年）

### 現在の店舗
本店（宮崎店）
宮崎県宮崎市。1952年10月21日開店。
- 東館
- 西館

### 過去に存在した店舗
都城店（初代）
宮崎県都城市。都城駅前に所在。1973年10月10日開店、1975年2月28日閉店。
閉店後に旭化成サービスが引き継ぎ「旭サービス」として開店したが、のちに閉店。
都城店（2代目・小型店）
宮崎県都城市。都城中央通り商店街の都城寿屋百貨店近くに所在。
ワンフロアの小型ショップ。2000年ごろ閉店。
都城店（3代目・小型店）
宮崎県都城市。都城中央通り商店街の都城大丸南側附近に所在。
2011年開店、2017年閉店。ワンフロアの外商出張所と近隣に小型ショップを有する。
都城大丸の閉店後、地盤沈下が危惧される中で、都城大丸の一部の従業員やブランドショップなどを引き継いで出店した。
延岡店
宮崎県延岡市。延岡ニューシティーショッピングセンター（旧・旭ジャスコ）の準核店舗「ボンベルタ延岡ニューシティー」として出店。
1996年4月24日開店。1998年8月20日閉店。

## 橘ストアー
橘ストアーはかつて宮崎県内でスーパーマーケット、コンビニエンスストア、ディスカウントストアを展開していた企業。

### 概要
スーパーマーケット「橘ストアー」、コンビニエンスストア「ハピーマート 」、ディスカウント・フードストア「サンスポット」を展開していた。
ハピーマートはすべて直営だが店長はおらず、本部の統括が1日1回全店を回って管理していた。荒利は約24%で、競合の緩やかな地域に出店していた。
サンスポットもすべて直営店で、売り場面積は平均約230㎡、生鮮食品を強化しており夜間10時まで営業していた。夜間勤務のパートを除けば店長以下全員が女性であった。荒利は約14%で、競合の激しい地域に出店していた。

### 沿革
- 1972年5月 - 創業[54][61][62]。
- 1977年 -  ジャスコの子会社となる[61][62]。
- 1995年10月30日 - 南九州ファミリーマートにコンビニエンスストア全9店舗を譲渡[63][64]。
- 2000年1月 - 全11店舗を閉鎖、社員39人とパート従業員を全員解雇[61][62]。
- 2002年12月2日 - 解散[65][66]。

### 過去に存在した店舗
地名は当時のもので、下記店舗以外にも存在していた。
- 青葉店 - 宮崎市青葉町30[67]、1973年7月開店[67]。
- 国富店 - 東諸県郡国富町大字本庄字原ノ坊1964[67]、1992年1月21日開店[67]。
- 小林店 - 小林市大字真方字南小林原454-1[67]、1994年12月9日開店[67]。
- 西都店 - 西都市大字右松三反田2222-1[67]、1993年10月6日開店[67]。
- 西都北店 - 西都市旭1-23[67]、1997年12月3日開店[67]。
- 佐土原店 - 宮崎郡佐土原町梅野9636-1[67]、1981年1月17日開店[67]。
- 高城店 - 北諸県郡高城町大字穂満坊字鳥居前422-1[67]、1989年11月28日開店[67]。
- 高鍋店 - 児湯郡高鍋町大字北高鍋字権現前2100-24[67]、1993年7月16日開店[67]。
- 恒久店 - 宮崎市大字恒久2-13-13[67]、1972年11月2日開店[67]。
- 都農店 - 児湯郡都農町大字川北5430-3[67]、1992年1月21日開店[67]。
- 西池店 - 宮崎市西池町47[67]、1988年4月7日開店[67]。
- 谷頭店 - 北諸県郡山田町大字中霧島字内堀3267-3[67]、1992年1月21日開店[67]。
- 日向店 - 日向市大字財光寺字沖ノ原953-1[67]、1995年6月25日開店[67]。
- 和知川原店 - 宮崎市大橋2-213[67]、1973年3月開店[67]。